# Kapela Sv. Križa (Marija Gorica)
Kapela Sv. Križa je rimokatolička građevina u mjestu Križ Brdovečki, općina Marija Gorica.

## Opis dobra
Kapela Sv. Križa okružena grobljem, smještena je na južnom rubu naselja Križ, na povišenom platou odakle dominira prostorom ovoga kraja. Riječ je o slikovitoj cjelini sazdanoj od lađe s poligonalnim svetištem, masivnog zvonika pred ulazom, te bočne kapele i sakristije, koja artikulira široki prostor i kreira brojne vizure. Nastala je sukcesivnom gradnjom od srednjega vijeka do 19. stoljeća. Kapela Sv. Križa skladna je cjelina arhitektonske i ambijentalne vrijednosti. Njen značaj leži ponajprije u slojevitosti u okviru koje se jasno razabiru građevne mijene nastale u skladu s duhom i htijenjem vremena. Najstariji sloj govori o gotičkoj tradiciji i načinu gradnje malih sakralnih građevina. Prigradnjom zvonika u 16. stoljeću te kapele i sakristije u 18. stoljeću formira se građevina stupnjevanih volumena, slikovita cjelina koja dominira i artikulira široki prostor što joj osim arhitektonske priskrbljuje i visoku ambijentalnu vrijednost.

## Zaštita
Pod oznakom Z-6181 zavedena je kao nepokretno kulturno dobro - pojedinačno, pravna statusa zaštićena kulturnog dobra, klasificirano kao "sakralna graditeljska baština".